# Interdiction de symboles communistes

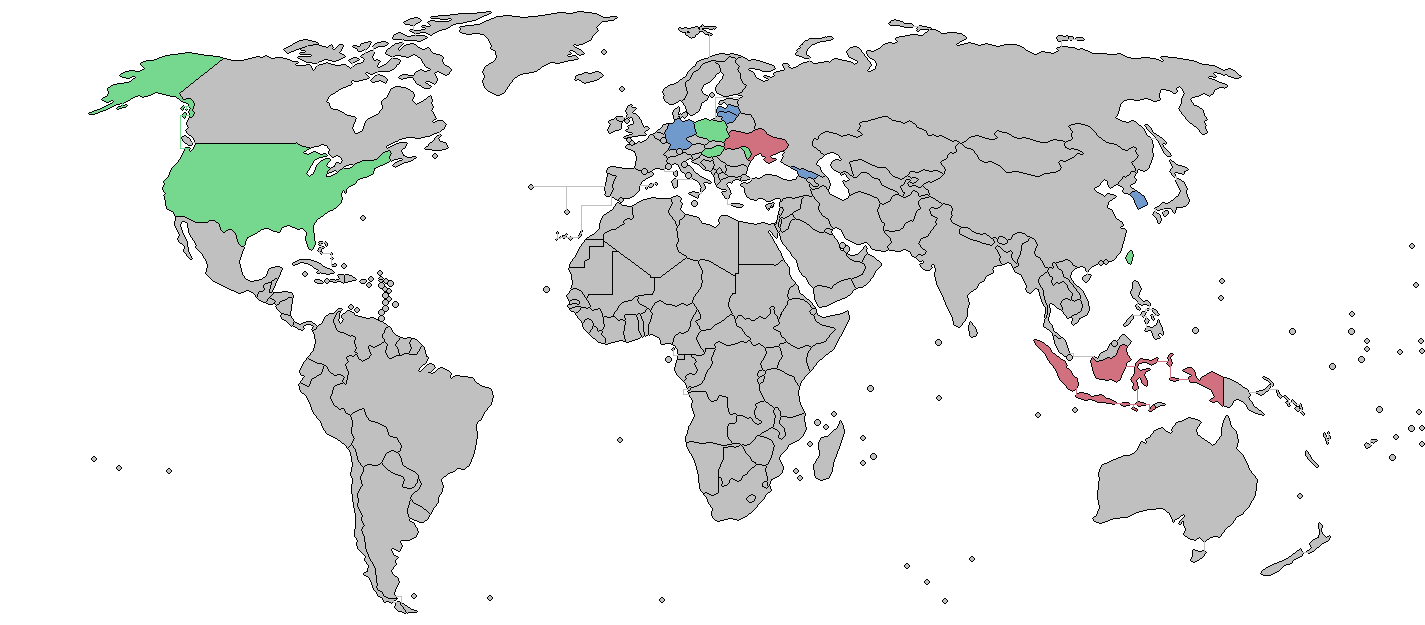

Des interdictions de symboles communistes ont été introduites ou proposées dans un certain nombre de pays dans le cadre de leurs politiques de décommunisation.

## Interdictions générales

### Indonésie

Tracts et littérature de propagande anticommuniste accusant le Parti communiste indonésien d'être l'acteur du mouvement du 30 septembre.

Le « communisme / marxisme-léninisme » (terminologie officielle) a été interdit en Indonésie à la suite de la tentative de coup d'État du 30 septembre 1965 et des massacres anticommunistes qui ont suivi, par l'adoption du TAP MPRS no. 25/1966 lors de la session générale de l'Assemblée délibérative provisoire du peuple (MPRS) de 1966 et Undang Undang no. 27/1999 en 1999 (dont les exposés des motifs correspondants expliquent que « [le communisme / le marxisme-léninisme comprend] les fondements et les tactiques de lutte enseignés par... Staline, Mao Tse Tung [sic] et cetera... »), qui sont toujours en vigueur. La loi ne déclare pas explicitement une interdiction des symboles du communisme, mais la police indonésienne utilise fréquemment la loi pour arrêter les personnes qui les affichent. Certains de ses contrevenants étaient des personnes qui n'avaient aucune connaissance des symboles du communisme, auquel cas les autorités les libéraient fréquemment avec seulement une peine mineure ou une petite amende appliquée. L'affichage de tels symboles dans le but de propager les idéaux « communistes / marxistes-léninistes » est considéré comme une haute trahison et peut être puni d'une peine pouvant aller jusqu'à 20 ans d'emprisonnement. Cela fait de l'Indonésie un pays avec une politique anticommuniste très stricte par rapport à d'autres pays qui pratiquaient également l'anticommunisme.
D'autres symboles socialistes et de gauche, bien qu'ils ne soient pas officiellement interdits par la loi (le socialisme démocratique lui-même restant acceptable dans le pays), sont encore largement condamnés par le gouvernement indonésien et considérés comme étroitement liés au communisme en général. Il s'agit notamment de l'étoile rouge, de l'héraldique socialiste, du drapeau rouge et des hymnes ou slogans tels que L'Internationale et « Prolétaires de tous les pays, unissez-vous ! ». Malgré cela, L'Internationale était encore en usage pendant la Journée internationale du travail.
De plus, depuis que le régime de l'Ordre nouveau a pris le pouvoir en 1967, la faucille et le marteau ont été fortement stigmatisés dans le pays, à l'instar de la stigmatisation entourant le symbolisme nazi dans le monde occidental et le drapeau impérial japonais en Corée du Sud. En tant que tel, afficher le symbole en public, même sans aucune intention politique, est toujours considéré comme très offensant, en particulier parmi les musulmans et les islamistes politiques en raison de la persécution religieuse supposée par le Parti communiste indonésien dans les années qui ont précédé les troubles de 1965, qui ciblait principalement les musulmans.
L'Indonésie est l'un des premiers pays au monde à avoir interdit les symboles communistes en dehors des pays de l'Axe pendant la Seconde Guerre mondiale.
En avril 2017, la police indonésienne a arrêté un touriste malaisien dans un hôtel de Mataram pour avoir porté un tee-shirt avec une image du symbole du marteau et de la faucille. Le touriste n'était pas au courant que les symboles communistes étaient interdits en Indonésie. La police a saisi le tee-shirt et a relâché le touriste après lui avoir donné un avertissement. En mai 2018, un touriste russe a également été arrêté par la police à Bali pour avoir déployé une bannière de victoire soviétique, qui contient également le symbole.

### Ukraine
En avril 2015, la Verkhovna Rada a adopté une loi interdisant les symboles communistes et nazis à la suite de l'aggravation des tensions avec la Russie. Plus tôt, en 2012, la ville de Lviv, dans l'ouest de l'Ukraine, avait interdit l'affichage public de symboles communistes. Le 17 décembre 2015, tous les partis communistes ont été officiellement interdits en Ukraine. Chanter ou jouer l'hymne de l'Union soviétique, tout autre hymne des anciennes républiques soviétiques ou L'Internationale est passible d'une peine pouvant aller jusqu'à cinq ans de prison. En juillet 2019, la Cour constitutionnelle a confirmé la loi, assimilant le communisme au nazisme,.

## Interdiction de certains symboles

### Allemagne
Le drapeau de la République démocratique allemande (Allemagne de l'Est) a été interdit en tant que symbole inconstitutionnel et criminel en Allemagne de l'Ouest et à Berlin-Ouest, où il était appelé Spalterflagge (« drapeau sécessionniste ») jusqu'à la fin des années 1960, date à laquelle l'interdiction a été levée. Le drapeau et l'emblème du Parti communiste d'Allemagne (KPD) sont toujours interdits dans le pays en vertu de l'article 86a du code pénal allemand, tandis que le symbole du marteau et de la faucille lui-même est considéré comme un symbole universel et est légalement utilisé par l'actuel Parti communiste allemand (DKP) et diverses autres organisations et médias.

### Corée du Sud
De façon analogue au drapeau est-allemand en Allemagne de l'Ouest, le drapeau nord-coréen et le drapeau du Parti du travail de Corée sont interdits en Corée du Sud en tant que symbole inconstitutionnel, bien qu'il existe certaines exceptions,.

### Géorgie
En Géorgie, l'utilisation de symboles de l'ère soviétique sur les bâtiments gouvernementaux est interdite, tout comme leur affichage dans les espaces publics, bien que cette loi soit rarement appliquée par les autorités. Une interdiction des symboles communistes a été proposée pour la première fois en 2010, mais sans définir de sanctions applicables. En 2014, il a été proposé de modifier l'interdiction afin d'introduire des paramètres plus clairs.

### Lettonie
En juin 2013, le parlement letton a approuvé l'interdiction d'afficher des symboles soviétiques et nazis lors de tous les événements publics. L'interdiction concerne les drapeaux, les hymnes, les uniformes, la croix gammée nazie et le marteau et la faucille soviétiques,.

### Lituanie
La Lituanie a interdit les symboles soviétiques et nazis en 2008 (article 18818 du code des infractions administratives) sous peine d'amende. La collection, le commerce d'antiquaires et les activités éducatives sont exemptés de l'interdiction. L'article 5 de la loi sur les réunions interdit les réunions impliquant des images nazies et soviétiques.

## Anciennes interdictions

### États-Unis
Au cours de la peur rouge de 1919-1920 aux États-Unis, de nombreux États ont adopté des lois interdisant l'affichage de drapeaux rouges, notamment le Minnesota, le Dakota du Sud, l'Oklahoma et la Californie. Dans Stromberg c. Californie, la Cour suprême des États-Unis a jugé que ces lois étaient inconstitutionnelles.

### Hongrie
La Hongrie a eu une loi (article 269/B du Code pénal (2000)) qui interdisait l'utilisation des symboles des dictatures fascistes et communistes,. La même année, la Cour constitutionnelle a confirmé la loi lorsqu'elle a été contestée, affirmant que la restriction de la liberté d'expression en cause était justifiée. En juillet 2008, la Cour européenne des droits de l'homme a examiné la contestation d'Attila Vajnai, qui a été accusé d'un délit pour usage de l'étoile rouge et a déclaré que la loi hongroise violait la liberté d'expression. La Cour a reconnu les violations flagrantes commises par les régimes nazi et communiste ; cependant, elle a noté que la Hongrie moderne est une démocratie stable avec un risque négligeable de dictature, par conséquent les restrictions à la liberté d'expression n'ont aucune justification dans le pays sous la forme d'un « besoin social clair, urgent et spécifique ». Finalement, la loi a été annulée en 2013 par la Cour constitutionnelle, invoquant l'absence de définition précise et la Cour européenne des droits de l'homme. En mars 2017, le Premier ministre Viktor Orbán a présenté un projet de loi qui interdit les marchandises comportant des « symboles totalitaires », ce qui inclut des symboles comme la croix gammée nazie ou l'étoile rouge à cinq branches communiste. Cela comprenait l'étoile rouge sur le logo de la société brassicole néerlandaise Heineken, qui, selon la société, n'a aucune origine communiste ni connotation politique, et que la société défendra comme toutes les autres marques.

### Moldavie
En 2009, une telle interdiction a été proposée en Moldavie par le parlementaire Oleg Serebrian[réf. nécessaire] et la loi est entrée en vigueur en 2012. La Cour constitutionnelle de Moldavie l'a jugée inconstitutionnelle et l'a annulée en 2013.

### Taïwan (république de Chine)
Le gouvernement du Kuomintang à Taïwan a interdit le drapeau de la république populaire de Chine en 1952, conformément aux dispositions temporaires contre la rébellion communiste de la constitution du pays. Les dispositions temporaires ont été abrogées en 1991, mais une interdiction générale de l'idéologie et du symbolisme communistes dans la loi sur la sécurité nationale de la république de Chine, promulguée en 1976, n'a été annulée qu'en 2011.
Fin 2020, un législateur du Parti démocrate progressiste a proposé un amendement à la loi sur la sécurité nationale qui interdirait l'affichage public du drapeau de la république populaire de Chine. Cependant, en 2022, aucune législation de ce type n'a encore été adoptée.

## Interdictions proposées

### Albanie
En Albanie, l'Institut pour les crimes communistes (ICC) a proposé une interdiction des films de l'ère communiste, suscitant des réactions hostiles de la part du public.

### Brésil
En 2016, Eduardo Bolsonaro, député fédéral de São Paulo et fils de l'ancien vice-président et futur président Jair Bolsonaro, a proposé un projet de loi visant à criminaliser la promotion du communisme. Le projet propose que les contrevenants soient condamnés de deux à cinq ans de prison et à une amende s'ils fabriquent, commercialisent, distribuent ou véhiculent des symboles ou de la propagande utilisant le marteau ou la faucille ou tout autre moyen de diffusion favorable au communisme. En décembre 2022, le projet de loi est dans la Commission Constitution et Justice de la Chambre des députés.

### Bulgarie
En Bulgarie, les législateurs ont voté en première lecture une proposition de loi le 24 novembre 2016 visant à rendre illégal l'affichage public de symboles communistes. La loi, connue sous le nom de « Caractère criminel du régime communiste », exige que les signes et les objets créés pendant le régime communiste glorifiant l'ancien parti communiste et ses dirigeants soient retirés des lieux publics,,. La proposition, cependant, n'a jamais été soumise à une deuxième lecture, jamais signée par le président de la Bulgarie ni publiée au Journal officiel de la Bulgarie et n'est donc jamais devenue loi. La session parlementaire et la convocation au cours desquelles la loi a été proposée ayant ensuite pris fin, la proposition est restée lettre morte.

### Croatie
À partir de 2017, l'utilisation de symboles fascistes et communistes fut à l'étude en Croatie, et l'une des discussions concernait l'interdiction de l'étoile rouge, un symbole des partisans yougoslaves pendant la Seconde Guerre mondiale, le drapeau de la république fédérative socialiste de Yougoslavie pendant son existence et temporairement retenu par l'Armée populaire yougoslave pendant la guerre d'indépendance croate [ nécessite une mise à jour ].

### Estonie
Début 2007, le Riigikogu élaborait un projet de loi modifiant le Code pénal pour rendre punissable l'utilisation publique des symboles soviétiques et nazis s'ils étaient utilisés de manière à troubler l'ordre public ou à inciter à la haine. Le projet de loi n'est pas entré en vigueur car il n'a été adopté qu'en première lecture au Riigikogu.

### Pologne
En 2009, en Pologne, les § 2 à 4 ont été ajoutés à l'article 256, qui interdisent « les symboles fascistes, communistes ou totalitaires autres » à moins qu'ils ne soient utilisés « dans le cadre d'une activité artistique, éducative, de collection ou académique ». Le 19 juillet 2011, le Tribunal constitutionnel de Pologne a jugé cette interdiction partiellement inconstitutionnelle en raison de la violation de la liberté d'expression. En juin 2017, la Pologne a mis à jour sa législation de « décommunisation » pour y inclure les monuments de propagande soviétique, provoquant des réactions négatives de la part du gouvernement russe. Cependant, les symboles communistes ne sont pas interdits par la loi en Pologne,.

### Roumanie
La loi 51/1991, article 3. h) sur la sécurité nationale de la Roumanie considère ce qui suit comme des menaces à la sécurité nationale : « l'initiation, l'organisation, la perpétration ou le soutien de quelque manière que ce soit aux actions totalitaires ou extrémistes d'un communiste, fasciste, gardien de fer, ou de toute autre origine, des actions raciales, antisémites, révisionnistes, séparatistes qui peuvent mettre en danger de quelque manière que ce soit l'unité et l'intégrité territoriale de la Roumanie, ainsi que l'incitation à des actes qui peuvent mettre en danger l'ordre de l'État régi par la primauté du droit ». Cependant, les symboles ne sont pas spécifiquement mentionnés dans la loi.

### Tchéquie
En 1991, en Tchécoslovaquie, le code pénal a été amendé avec w § 260 qui interdit la propagande des mouvements qui restreignent les droits de l'homme et les libertés, citant le nazisme et le communisme. Plus tard, les mentions spécifiques de ceux-ci ont été supprimées en raison de leur manque de définition juridique claire. Néanmoins, la loi elle-même a été reconnue comme constitutionnelle,. Cependant, en 2005, il y eut une pétition en République tchèque pour interdire la promotion du communisme et, en 2007, un amendement à la loi fut proposé pour interdire les symboles communistes. Les deux tentatives ont échoué,.

### Union européenne
En janvier 2005, le Lituanien Vytautas Landsbergis, soutenu par d'autres députés européens tels que le Hongrois József Szájer, a demandé l'interdiction des symboles communistes dans l'Union européenne, en plus des symboles nazis,.
En février 2005, la Commission européenne a rejeté les appels à l'extension d'une proposition d'interdiction des symboles nazis à l'échelle européenne pour couvrir également les symboles communistes au motif qu'il n'était pas approprié de traiter cette question dans des règles visant à lutter contre le racisme. Cependant, ce rejet n'excluait pas que les États membres aient leurs propres lois à cet égard,.
En décembre 2010, la Commission européenne a publié un rapport intitulé « La mémoire des crimes commis par les régimes totalitaires en Europe » adressé au Parlement européen et au Conseil de l'Union européenne, dans lequel elle mentionne l'interdiction des symboles communistes par certains États membres (République tchèque, Pologne, Hongrie et Lituanie) et conclut que « l'Union européenne a un rôle à jouer, dans le cadre de ses compétences en la matière, pour contribuer aux processus engagés dans les États membres pour faire face à l'héritage de crimes totalitaires ».
En septembre 2019, le Parlement européen a approuvé une proposition commune de « Résolution sur l'importance de la mémoire européenne pour l'avenir de l'Europe » avec 535 voix pour, 66 contre et 52 abstentions. Plus précisément, aux points 17 et 18 de la résolution, il « se déclare préoccupé par l'utilisation continue de symboles appartenant à des systèmes totalitaires dans la sphère publique et à des fins commerciales », tout en notant « la persistance dans les espaces publics de certains États membres de monuments et mémoriaux (parcs, places, rues, etc.) glorifiant les régimes totalitaires, ce qui ouvre la voie à la déformation des faits historiques sur les conséquences de la Seconde Guerre mondiale et à la propagation du système politique totalitaire ».